# みっくちゅじゅーちゅ
『みっくちゅじゅーちゅ』は、日本サンガリアベバレッジカンパニーが製造・販売している清涼飲料水である。正式名称は『大阪生まれのフリフリみっくちゅじゅーちゅ』。

## 概要
2001年、朝日放送テレビで放送されていたバラエティ番組『ごきげん!ブランニュ』の企画で生まれたもの。
関西の喫茶店の定番メニューのひとつである「ミックスジュース」を全国に広めようと、「ごきげん!ブランニュ」の出演者・スタッフが企画し、大阪府大阪市東住吉区に本社のある日本サンガリアベバレッジカンパニーに話を持ちかけ、商品化した。
オレンジ、りんご、バナナ、パイナップル、桃の5種類の果汁をバランスよくブレンドし、喫茶店の味を忠実に再現している。果汁20%。
商品名「みっくちゅじゅーちゅ」の名付け親は、番組の司会を務めるトミーズ雅で、ラベルのロゴは、赤井英和の自筆によるもの。その商品名に関しては、そのまま「ミックスジュース」としたかったようであるが、「商品名に『ジュース』を冠するものは果汁100%の飲み物に限られる」という定義に引っかかるため、ジュースという名称が使用できず（あるいは「ミックスジュース」が普通名詞となるため、商標登録ができないともいわれている）、やむを得ずミックスジュースをもじった「みっくちゅじゅーちゅ」になった。初期のテレビCMでは、月亭八光が出演した。
発売当初は、缶に商品を企画した「ごきげん!ブランニュ」のロゴや「題字・赤井英和」が入っていたが、後に削除されている。現在の缶デザインは大阪城など大阪にゆかりのあるものが描かれている。
2001年、日本食糧新聞社が主催する「優秀ヒット賞」を受賞した。
2015年、商品の考案者である赤井が発売開始から15年目にして初めてCMに出演した。赤井とCMで共演しているのはファッションモデルでタレントの久松郁実。
通常品とは別に、冷凍対応ペットボトル飲料「氷晶」シリーズにも、「みっくちゅじゅーちゅシャーペット」として商品化され、飲用だけでなく、半解凍してシャーベットとして食べる(飲む)方法も提案している。

## バリエーション
- 缶製品とペットボトル製品では成分・味が異なる。

- 姉妹品として、イチゴが入った「みっくちゅじゅーちゅいちご」、パイナップルが入った「みっくちゅじゅーちゅぱいん」、モモが入った「みっくちゅじゅーちゅもも」と、バナナベースの「ばななじゅーちゅ」（こちらは終売）もある。
- 2009年、みっくちゅじゅーちゅのカクテルバージョンであるアルコール飲料「はたちからのみっくちゅじゅーちゅハイ」（酒類扱い）が発売された。同商品には丸囲みで「お酒」と表記されている。(2025年現在の商品名は「はたちからのみっくちゅじゅーちゅさわー」）
- 2011年、静岡県のFMラジオ局K-MIXとのコラボレーションによる「みっくちゅじゅーちゅう」が、静岡県内のサークルKサンクスで数量限定発売された。
- 2017年12月20日、生八ツ橋を製造する美十とのコラボレーションによる「みっくちゅじゅーちゅまんじゅう」が、大阪駅や新大阪駅の売店などで発売開始[1]。